# Chambre de commerce et d'industrie du Doubs
La chambre de commerce et d'industrie du Doubs est l'ancienne CCI du département du Doubs. Son siège est à Besançon au 46, avenue Villarceau.
Elle disposait de trois implantations sur le territoire : à Besançon, Montbéliard et Pontarlier. Elle faisait partie de la chambre de commerce et d'industrie de région Bourgogne-Franche-Comté.
Le 1er décembre 2021, à la suite de son rapprochement avec la Chambre de commerce et d'industrie de Haute-Saône, la Chambre de commerce et d'industrie du Doubs disparaît pour devenir la Chambre de commerce et d'industrie Saône-Doubs,.

## Missions
La CCI est un organisme chargé de représenter les intérêts des entreprises commerciales, industrielles et de service du Doubs et de leur apporter certains services. C'est un établissement public qui gère en outre des équipements au profit de ces entreprises.
Comme toutes les CCI, elle est placée sous la tutelle du préfet du département représentant le ministère chargé de l'industrie et le ministère chargé des PME, du Commerce et de l'Artisanat.

### Service aux entreprises
- Centre de formalités des entreprises
- Assistance technique au commerce
- Assistance technique à l'industrie
- Assistance technique aux entreprises de service
- Point A (apprentissage)

### Centres de formation
- IMEA, l'école de la CCI du Doubs[3]

## Historique
La CCI est administrée par des dirigeants d'entreprises élus, dont le nombre, par catégories professionnelles, est fixé par arrêté préfectoral.
Le Bureau est élu par l’Assemblée Générale. Organe consultatif auprès du président, le Bureau est une instance de débat collégial. C'est là que sont étudiées les grandes orientations de l’action de la CCI du Doubs, qui sont ensuite soumises à l’approbation de l’assemblée générale.

## Pour approfondir